# ギャル曽根
ギャル曽根（ギャルそね、1985年〈昭和60年〉12月4日 - ）は、日本のタレント、グルメコメンテーター。ワタナベエンターテインメント所属。京都府舞鶴市出身。一男二女の母。

## 来歴
舞鶴市立明倫小学校、舞鶴市立城南中学校、京都府立西舞鶴高等学校を経て、日本調理製菓専門学校調理科を卒業。調理師免許を保有している。
2005年10月のテレビ東京の「元祖!大食い王決定戦」に出演して結果は6位だったが、「優勝にこだわらず好き勝手に食べる自由さ」で存在感を示す（ちなみに当時の体重は45kg）。それ以降、2006年「元祖!大食い王決定戦 新爆食女王誕生戦」、2007年「元祖!大食い王決定戦 新爆食女王限界死闘編」などで優勝する。番組では本名の「曽根菜津子」として出演していたが、番組進行中に名付けた「ギャル曽根」の愛称が契機となり、耳目を集めて以降上京し本格的に芸能活動を始める。
他にも日本テレビの「ラジかるッ」、「大笑点」で、同じく大食いのジャイアント白田（白田信幸）と大食い対決している。
2007年4月に辻希美、時東ぁみと共に、「そねね」として藤田志穂のプロデュースによるパラパラユニット「ギャルル」を結成するが、リーダーの辻が妊娠により中途脱退。曽根が2代目リーダーを務める。のちに2023年1月に、ギャルル以外として初めて、ギャルルの持ち歌「Boom Boom めっちゃマッチョ!」を歌う。
2007年日本新語・流行語大賞で「大食い」が入選する。
2008年のAERAの記事で、曽根は「タレント活動する上での私の武器は大食いだけ。タレントを長く続けるのは、大食いだけでやれない」と考え、食べるだけでなく、食に関する仕事全般でアピールすることを考えて、美味しさを伝えるような食べ方、料理をすることにも力を入れ始めた、と記述されている。
2011年7月に『もしもツアーズ』などを手がける、9歳年上でディレクターの名城ラリータと結婚。2012年11月に第1子の男児を出産。2016年1月に第2子の女児を出産。2023年11月に第3子女児を出産し、1男2女の母となった。

## 人物・エピソード

### 家族
- 家族は父、母、1歳上の姉[10]、3歳年下の弟[11][12]がいる。父は曽根が小学校3年のときに愛人を作り、失踪[13]。母は小学校の教師[13]で、箸の持ち方から食事のしつけに厳しい[14][15]。曽根によると「木村多江さんを庶民的にしたような感じ」だと紹介されている[15]。母と姉はテレビ番組に何度か出演している[16][17]。父親が建築関係の会社を経営していたことから、幼少期の住まいは10LDKの豪邸で家政婦も雇うなど裕福な暮らしをしていた[13]。

### 習い事
- 小学生時代には弟と一緒に柔道を、中学生時代には水泳も習ったことがあるという[18]。この他、英会話の習い事もしていた[19]。中学生時代、姉と共に陸上部に所属し、複数の市民マラソン（特に食品が賞品の大会）に出場しては姉妹揃って1位・2位を取っていた。そのため地元の市民マラソン常連者の間では、市民マラソン荒らしの異名を取っていた[20]。

### 食事
- 大食いは家族から受け継がれ（母も若い頃は曽根と同じくらいよく食べていた）[14]、母の料理は量が多く家族も皆沢山食すなど、幼い頃から大食いの素養に恵まれていた[21]。父は地元で建設業社長を務め家族は裕福に生活していたが、曽根が小学校3年時に父が事業に失敗し倒産、借財を負う。父は祖父母と家を後にし[21]、一家は邸宅を手放すなど質素な生活を余儀なくされた[21]が母の料理は変わらずに大量で、高校生時代に交際相手を自宅に招いて家族と食事を共にした際、母は「男の子は沢山食べるでしょう」と、ハンバーグを7枚など大量の食事でもてなした[21]。『赤いご飯』と称する母が極貧時代の料理はパエリア風ご飯[21]である。小学校3年生の時には、どんぶり8杯のご飯を食べていた[22]。
- 結婚後は子供もいるため3食手作りで、仕事以外では基本的に自炊である[23]。子供に自ら手作りが多い[24]。
- 本人も夫のためにダイエット料理を作り、ダイエットに成功させた[25][26]。

### 姫路在住時代・東京生活関係
- 京都の高校を経て、兵庫県姫路市にある日本調理製菓専門学校の調理科を卒業[27]。
- 2007年夏までは姫路市に住んでいたが、 東京が主な仕事場であり、仕事が忙しいため姫路にはあまり帰らず、実家や東京に住む友人（着替えの衣類も置いてもらっていた）やインターネットカフェにいたりそこで寝泊りすることが多かった。そこで同年夏に東京に引っ越してきた。姫路時代に出歩いていた場所は京都の河原町界隈だった[28]。
- 姫路在住時代は、普段の食費を節約しつつも大食いしたいため、モヤシを大量に買い込んで消費していた。寿司屋で事務所関係者による打ち合わせがあった際には、遠慮なく、トロやうになど高級ネタを大量に注文し完食した[28]。
- 東京に引っ越し後、普段は財布を持ち歩く事はなく、チャレンジメニュー実施店で食事がてら賞金を稼ぐ、食事永久無料のカードを獲得して利用するなどしていた。以前より質の良いものを食べるようになった[28]。
- 食べっぷりを聞きつけた上島竜兵に番組共演後、食事に連れて行ってもらい、5kgの麺が入ったラーメンを食べた。食べっぷりを見た上島は驚いて「すごい子が居る。ちょっと俺だけだと見届けられない」と安田和博と有吉弘行を呼んだ。この時の縁で有吉ゼミに出演するようになった。

### 体の話
- 2007年7月17日放送の『ラジかるッ』にて胃のレントゲン写真が本人不在ながら公開された。通常時は一般人とさほど変わらない大きさだが（同年7月22日行列のできる法律相談所でも同様の本人談有）、大食い時はほぼ全面胃しか写っていない状態に見えるほどかなり大きく膨れ上がっていた（他の臓器は背中方面に押し寄せられてしまうと西川史子が説明していた）。その時の外見は同番組の大食い対決コーナーで何度か映っている様にまるで妊婦の様になっている。2007年9月29日放送『オールスター感謝祭』では、「30分間食べたらどれだけウエストが大きくなるか」という旨の企画があり、食前のウエストが約63cm（服を着た上から計測）だったのに対し、食後には83cmと20cmも増えていた[28]。
- 腸内細菌を調べたところ、50%以上をビフィズス菌が占めることが判明（一般女性では平均10%-15%）。食べても血糖値がほとんど上がらないため満腹中枢が刺激されない（つまり、食べても満腹感が現れない）こと、普通の人は睡眠時に代謝が少なくなるが、サーモグラフィーによる調査では寝ているにもかかわらず体の活動が起きているのと同じ状態に近いこと、などの特徴が挙げられている。実際に糖の検査に当たった医師は「50年近く医療に携わってきた医師として、極めてまれなケース」と証言している。医師から「胃の出口（幽門）が普通の人より広く、食べた物が次から次へと十二指腸に押し出されるため、満腹を感じることなくいくらでも食べられる」と言われたこともある、と本人が話している[29]。吸収不良症候群の疑いがあると指摘されたことがある[30]。この特異な体質はエネルギーを消費しやすく、便通は1日6回でこれについて本人は「全然エコじゃない」とコメントしている[4]。
- 2007年8月28日、右臀部骨折が発覚。軽症のため自然治癒にまかせた。2008年9月9日放送の『最終警告!たけしの本当は怖い家庭の医学』（朝日放送）でもこのことを伝えた[31]。
- 女子中高生にアンケートをとっている@peps!ﾗﾝｷﾝでは一度すっぴんを見てみたいと思う女性芸能人No.1（ピーネスト調べ）にランキングされている[32]。
- 夫から「顔は0点」と言われたことがあるが、後に「40点」と上がったという[33]。
- 自身のすっぴん姿について、温水洋一に似ていると多数のテレビ番組で明かしている[34]。
- 2013年頃から眼鏡姿が定着しているが、視力は2.0であるため、眼鏡はいつも伊達眼鏡である。食事をする時は「ママタレとして清潔感を出したい」ということで皿に髪の毛が入らないように必ず後ろで髪をくくってまとめるようになったが、これだと顔の輪郭があらわになって顔が大きく見えてしまうということで、少しでも顔が小さく見えるように眼鏡をかけ始めたという[35]。
- 宣材写真は独身時代から更新していないが、『ラヴィット!』（TBSテレビ）では他の出演者と共に、2023年4月より番組専用の宣材写真が用いられるようになっている。

### 大食い対決・大会関係
- おかずとなる食べ物がないと味に飽きてしまう弱点がある。味を変える為にアイスクリームや杏仁豆腐等のデザートを食す。その事を知っていた浜田雅功に番組で共演した際に「チェイサー頼んでええよ」と言われている。
- 2005年10月23日放送の『元祖!大食い王決定戦』における食パン大食い対決では、ジャムを大量に使い、食パン7斤=2.33kgを食べるのにジャム1kg以上を用いた（バター、ジャム等は好きに付けて良いルールとなっていたが、その重量はカウントしないルールである）。この勝負では最後の一枠で勝ち残ったが、負けとなる最下位との差は僅か6gであった[36]。
- 同番組での蕎麦対決では、競技の終盤で蕎麦に飽きてしまい、おかずの天ぷらのみを食べ、勝負に負けてしまった（食パンと同様、蕎麦のざるの枚数のみがカウントされ、天ぷらは競技の対象外だった）[36]。
- 2008年3月30日放送の『大食い爆食女王決定戦』では苦手のココナッツの風味が強いエビフライを思うように食べられず、準決勝のステーキ対決でグラム単位の差で敗北し、それぞれ涙を流した[37]。
- 顎の力の弱さが弱点と言われ、顎の力がより問われる戦いでは、劣勢を強いられる事もある[38]。
- タイの大食い大会でも優勝した事がある[39]。
- 2008年8月3日に日本テレビ系列で放送された『世界の果てまでイッテQ!』の企画で、ヨネスケとニュージーランドへ行って、日本のものよりも大きなウナギを食べる事に挑戦した。現地で「珍獣ハンター」のイモトアヤコと合流し、現地の漁師の協力を得てイモトが獲った体長1m20cm前後の3匹の大ウナギ（番組内では「だんご三兄弟」になぞらえて「ウナギ三兄弟」と呼んでいた）を地元の日本料理店に持ち込み、白焼きや天ぷら、蒲焼き、うな重等に調理された3匹を全て食べ尽くした（イモトは漁が終了した時点で撤収した為、その場にはいなかった）[40]。

### 交友関係
- 同じ女性フードファイターでは三宅智子と仲が良い[41]。
- 小倉優子とは親友で、彼女から「家族ぐるみで付き合える友達」と評されている。小倉が1人目の夫と離婚した直後は週12で会っていた（平日昼と毎日夜）。その時、曽根はなぜこんな理不尽なことがまかり通るのかと不倫に対して非常に強い嫌悪感を持ってしまった[42]。
- 病院の中で偶然熊田曜子と遭遇し、出産のアドバイスをしていたことを、当時臨月を迎えていた熊田が話している。

### 好きなもの・嫌いなもの
- マヨネーズを常に携帯しているという「マヨラー」でもあることからギャルマヨとも呼ばれている。3日で1本消費するといい、いつも箱買いしている。ヘキサゴンに出演していた頃、よく島田紳助に食事に連れて行って貰っていたが、島田から「お前たくさんたべるのはめっちゃええけど、料理に自分でマヨネーズかけるのはやめときや。それが料理を作ってくれた人に対する礼儀っちゅーもんや。料理作ってくれた人がかけてくださいって言った時はええけどな。」と料理を作ってくれた人に対する礼儀を教えられている[29]。
- 食べ物の好き嫌いが多い。好物は、ご飯、タン、鰻、肉うどん、赤身、カレーなど。不得手は、レバー、シャコ、クジラ、ホヤ、ジビエ、生の貝など。エビフライのように大食い競技を経て不得手から好物になった食材もある[43]。

### アルバイト
- 学生時代にマクドナルド[44]や居酒屋（2004年頃）[45]で働いていた。

### 憧れの人物
- 憧れの芸能人は浜崎あゆみ[46]。

### 方言
- 京都出身であるが、関西弁は用いない。タレント転向に伴い標準語を用いることとした[47]。

## 出演

### バラエティ

#### 現在の出演番組
- くさデカ（テレビ静岡、2006年9月23日 - 2012年9月15日、2013年2月16日 - ） - 準レギュラー
- 今夜はナゾトレ（フジテレビ、2017年 - ） - 準レギュラー
- 有吉ゼミ（日本テレビ）「チャレンジグルメ」コーナー出演 兼 スタジオパネラー（不定期）
- ラヴィット!（TBS、2021年4月1日 - ） - 木曜レギュラー[48]
- 通販をスクープしてみた!!（2023年7月29日 - 、テレビ朝日）

#### 過去の出演番組
- 元祖!大食い王決定戦（テレビ東京）
  - 〜信州・上越編（2005年11月6日）6位
  - 新爆食女王誕生戦〜沖縄編（2006年4月2日）
    - 優勝。初代爆食女王となる。

  - 北海秋味 爆食決戦〜北海道編（2006年10月1日）3位
  - ギャル曽根vs新怪物たち 爆食女王限界死闘編〜ハワイ編（2007年4月1日）
    - ラーメン16杯を完食し連覇達成。

  - 爆食頂上決戦〜バリ島編（2007年9月30日）5位
  - 打倒ギャル曽根!爆食戦国絵巻〜ハワイ編（2008年3月30日）4位
  - 国別対抗!大食い世界一決定戦（2015年1月1日）
    - 日本代表として出場したが、決勝のアメリカ戦第1試合でアメリカ人男性に敗退。
- 業界クイズ ミニキテ!（中京テレビ、2007年10月6日 - 2008年3月29日）
- ラジかるッ（日本テレビ、2008年10月1日 - 2009年3月25日）- 水曜日コーナー
- おもいッきりDON!（日本テレビ、2009年3月30日 - 2010年3月22日）- 月曜日企画（不定期）
- ぴーかんテレビ（東海テレビ、2009年 - 2011年）- 「爆食ペロリロード」コーナー（不定期）
- 幸せ!ボンビーガール（日本テレビ、2014年 - 2021年）「ボンビーアポなしクッキング!」→ 「青春"ボンビー部活メシ"‼」コーナー出演（不定期）
- 中居正広のニュースな会（テレビ朝日、2020年3月7日 - 10月31日）- 料理コーナー（不定期）
- グッとラック!（TBS、2020年9月30日 - 2021年3月[注 1]） - 冠コーナー「今日のお昼にやってみて!ギャル曽根 アレンジランチ!」を担当
- ギャル曽根ファミリーの【ごちそう通販】（「午後もじゅん散歩」内番組）（テレビ朝日、2022年10月7日 - 2023年3月）[49]

### ウェブテレビ
- かわいいちゃんねる（2020年2月14日 ‐ 、AbemaTV）- MC

### 映画
- 喰いしん坊！ -大食い開眼編-（2007年8月11日、メディアワークス）監督:松生秀二 - 青葉菊子 役[50]
- 喰いしん坊! 大喰い苦闘編（2007年12月25日、メディアワークス）監督:松生秀二 - 青葉菊子 役[51]
- 劇場版 仮面ライダーキバ 魔界城の王（2008年8月9日、東映）監督:田崎竜太 - サヤカ 役[52]

### テレビドラマ
- スリルな夜 子育ての天才 第6話 まさかの真犯人（2007年5月18日、フジテレビ)  - ギャル曽根 役[53]
- クッキングパパ（2008年8月29日、フジテレビ系・金曜プレステージ) [54]
- コールセンターの恋人 第6話 やせる殺人DVD 踊る女のミステリー（2009年8月14日、テレビ朝日) - 原口真理 役
- スペシャルドラマ デカ007（2010年4月26日、日本テレビ）- 香織 役
- たべものがたり 彼女のこんだて帖 第12回 赤ちゃんとレシピ（2013年6月2日、NHK BSP）[55]
- バリューの真実 キレイな食べ方 第1回（2021年6月1日、NHKデジタル教育1）[56]

### テレビアニメ
- デリシャスパーティ♡プリキュア 36話（2022年11月20日、朝日放送テレビ） - 本人 役[57]

### ラジオ
- 山本高広とギャル曽根の「ぉぃしぃのきたーっ!!」（ニッポン放送、2009年10月 - 2010年3月）

### CM
- アオキーズ・ピザ（中京地方ローカル）
- ナムコ・ナンジャタウン『もう食べない』篇・『選べる餃子100種類』篇 （2007年12月22日 - ）※関東ローカル[58]
- 小僧寿し（2008年1月 - 9月） - イメージキャラクター
- サントリー「BOSS贅沢微糖」『贅沢そば屋』篇（2010年9月）
- 備後漬物「旨えびキムチ」（2010年）
- 日清食品「日清ラ王」（2016年）※ Web動画 [59]
- イースマイル「さよならダニー」（2020年 - 2021年）
- 日産自動車×バナナマンのせっかくグルメ!!「セレナ・e-POWER」（2021年）
- キリンビール×バナナマンのせっかくグルメ!!「氷結 無糖レモン」（2022年）
- 明治×サタデープラス「明治北海道十勝カマンベールチーズ」（2023年）
- 伊藤園「1日分の野菜」
  - 『心の声』篇、『クレオパトラと召使』篇 - 米倉れいあと共演（2023年10月1日 - ）[60]
  - 『野菜の栄養補給ドリンク！ギャル曽根』篇（2024年7月15日 - ）[61]
- 花王「リセッシュ」『最強リセッシュ』篇（2024年4月26日 - ）

### 漫画
- 奇食ハンター（山本マサユキ著）49食目「タワーバーガー」、50食目「モンスターBIGバーガー」に登場。単行本3巻に収録

## 著書
- ギャル曽根『ギャル曽根の大食いHappy道 食べても食べても太らない』講談社、2008年5月24日。ISBN 978-4062146043。
- ギャル曽根『ギャル曽根流　大食いHAPPYダイエット』マガジンハウス、2012年2月9日。ISBN 978-4838723935。
- ギャル曽根『ギャル曽根流 もっと大食いHAPPYダイエット』マガジンハウス、2013年3月7日。ISBN 978-4838725250。
- ライフ&フーズ編集室『ギャル曽根さんといっしょにはじめての離乳食 (GAKKEN HIT MOOK)』学研パブリッシング、2013年10月2日。ISBN 978-4056102611。